# Маршахт
Маршахт (њем. Marschacht) општина је у њемачкој савезној држави Доња Саксонија. Једно је од 42 општинска средишта округа Харбург. Према процјени из 2010. у општини је живјело 3.628 становника. Посједује регионалну шифру (AGS) 3353023.

## Географски и демографски подаци
Маршахт се налази у савезној држави Доња Саксонија у округу Харбург. Општина се налази на надморској висини од 8 метара. Површина општине износи 26,1 km². У самом мјесту је, према процјени из 2010. године, живјело 3.628 становника. Просјечна густина становништва износи 139 становника/km².